# روبرت غولدزبوروغ (سياسي)
روبرت غولدزبوروغ هو محامي وسياسي أمريكي، ولد في 3 ديسمبر 1733، وتوفي في 22 ديسمبر 1788. انتخب عضو مجلس ولاية ماريلند ‏.